# Chilly-Mazarin
Chilly-Mazarin is een gemeente in het Franse departement Essonne (regio Île-de-France) en telt 17.737 inwoners (1999). De plaats maakt deel uit van het arrondissement Palaiseau.

## Geografie
De oppervlakte van Chilly-Mazarin bedraagt 5,6 km², de bevolkingsdichtheid is 3167,3 inwoners per km².
De onderstaande kaart toont de ligging van Chilly-Mazarin met de belangrijkste infrastructuur en aangrenzende gemeenten.

## Demografie
Onderstaande figuur toont het verloop van het inwonertal (bron: INSEE-tellingen).